# Online-Brief
Online-Brief (vereinzelt auch elektronischer Brief oder digitaler Brief) ist ein Oberbegriff für elektronische Nachrichten wie De-Mail und E-Postbrief. Ziel des Online-Briefes ist es höhere Authentizität, besseren Datenschutz und eine stärkere Integrität zu bieten als eine herkömmliche unverschlüsselte E-Mail, die mit einer elektronischen Postkarte verglichen werden kann.
Langfristig ist das Ziel ein rechtssicheres Kommunikations-Mittel zu etablieren, das aufgrund der elektronischen Übertragung gegenüber einem normalen Brief Kosten einsparen soll. Wenn im Jahre 2015 ein Fünftel aller Briefe elektronisch versandt würden, könnte die Wirtschaft 315 bis 630 Millionen Euro sparen. Die genauen Zahlen hängen von dem Preis eines Online-Briefes ab, der momentan auf etwa 25 Cent geschätzt wird. Die Bundesnetzagentur hat allerdings bereits Zustellungskosten in Höhe von 39 Cent zugestimmt.

## Status
Während der E-Postbrief seit dem 14. Juli 2010 bereits genutzt werden kann, ist De-Mail noch nicht nutzbar. De-Mail Adressen können aber bereits registriert werden. Die Rechtssicherheit von Online-Briefen ist noch nicht gegeben.
Ein Postsprecher sagte zum Verhältnis von E-Postbrief und De-Mail: "Die Deutsche Post unterstützt die De-Mail-Initiative
des Bundes und wird – wenn das Gesetz in Kraft ist – selbstverständlich eine Akkreditierung als De-Mail-Anbieter beantragen. Der E-Postbrief berücksichtigt bereits heute die hierfür erforderlichen Standards, soweit sie nach dem derzeitigen Gesetzesentwurf absehbar sind."

## Patentstreit
Die US-amerikanische Firma RPost besitzt nach eigenen Angaben seit 1996 Patente für die Authentifizierung von elektronischen Nachrichten durch dritte und elektronischen Versandbestätigung. RPost hat den Schweizer Online-Brief-Anbieter Incamail auf Unterlassung der Patentverletzung verklagt. In einem ersten Entscheid wurde ein in diesem Zusammenhang relevantes Patent von RPost vom amerikanischen Patentamt USPTO in allen Punkten für nichtig erklärt.